# Daniel Nebel (Mediziner)

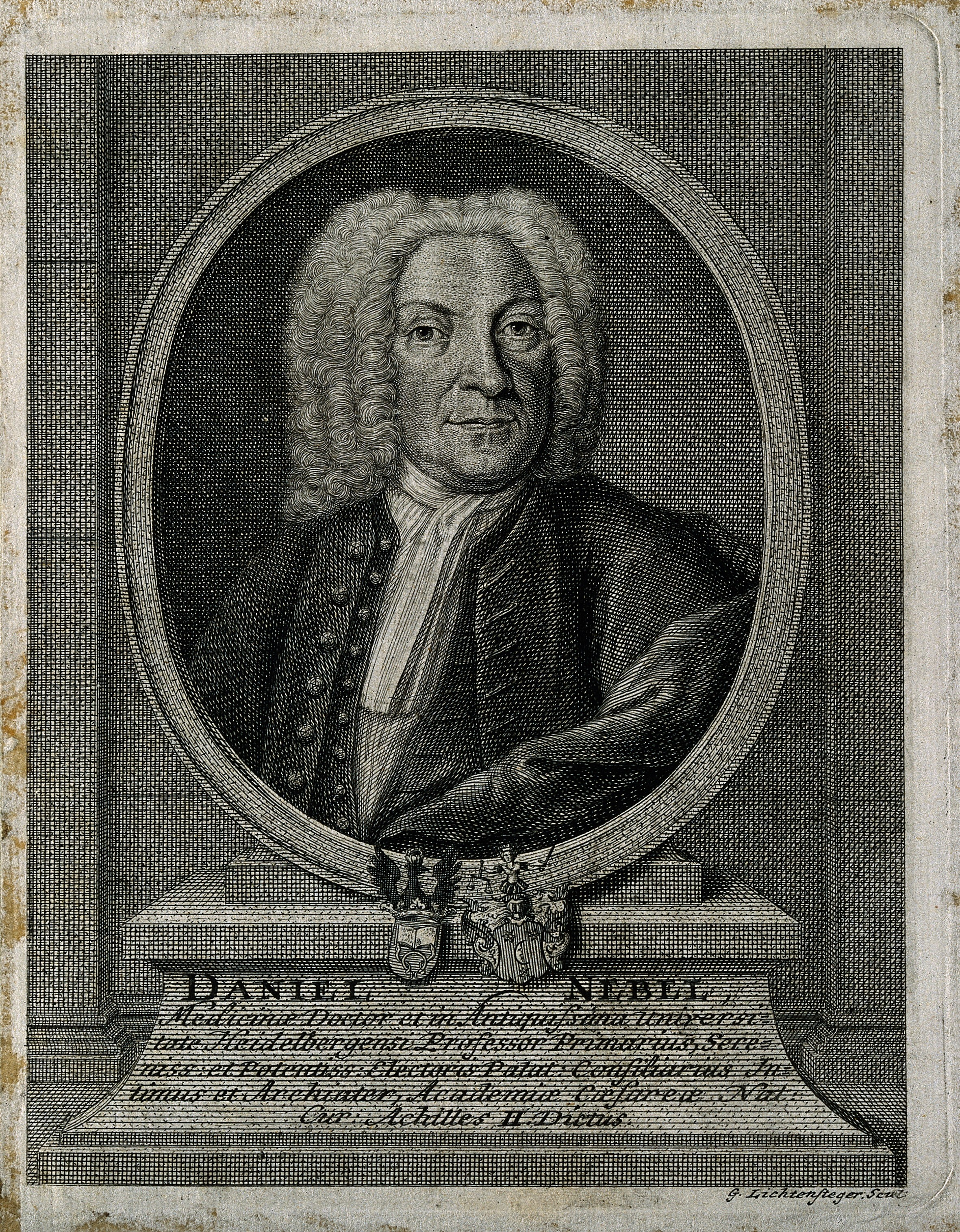
Daniel Nebel

Daniel Nebel (* 24. September 1664 in Heidelberg; † 15. März 1733 in Mannheim) war ein deutscher Mediziner, Apotheker und Botaniker sowie Kurpfälzischer Hofarzt.

## Leben und Wirken
Daniel Nebel war der Sohn des kurpfälzischen Hofapothekers Conrad Daniel Nebel (1632–1672) und der Susanne Dorothea Vorst (um 1643–1667) und der Urenkel des Rechtswissenschaftlers Daniel Nebel, des Stammvaters der Familie Nebel in Heidelberg. Nach seiner Schulzeit begann er 1680 zunächst eine pharmazeutische Lehre in Mannheim und ging ein Jahr später zur Universität Marburg, wo er 1683 ein Magisterexamen ablegte. Anschließend begann er an der Universität Heidelberg ein Medizinstudium und schloss dieses 1686 mit dem Examen und der Promotion ab.
Nach einer längeren Studienreise durch die Schweiz und innerhalb Frankreich übernahm Nebel von 1688 bis 1793 eine außerordentliche Professur für Medizin an der Universität Heidelberg und zudem das Amt des Stadtphysicus. Aufgrund der Bedrohungslage durch die Truppen Ludwig XIV. im Pfälzischen Erbfolgekrieg (1688–1697) wurde die Universität geschlossen. Im Zuge dessen überführte Nebel zusammen mit Johann Ludwig Fabricius das Archiv der Universität Heidelberg über die Stationen Hanau und Frankfurt am Main zur Universität Marburg. Dort wurde Nebel zunächst als außerordentlicher und ab 1695 als ordentlicher Professor für Medizin übernommen und im Jahr 1706 zum Professor Primarius an der medizinischen Fakultät ernannt. Nebel war zuständig für die Lehrgebiete Anatomie, Chirurgie, Botanik, Pathologie und vereinzelt Physiologie. Zugleich berief ihn der Landgraf von Hessen-Kassel, Karl von Hessen, zu seinem persönlichen Leibarzt. 
In Marburg übernahm Nebel in den Jahren 1696, 1698, 1700, 1702, 1704, 1706 und 1707 das Amt des Dekans der medizinischen Fakultät und wurde 1697 und 1705 zum Rektor der Universität gewählt. 
1707 erhielt Nebel erneut einen Ruf zum Ersten Professor der medizinischen Fakultät in der wieder aufgebauten Universität Heidelberg. Ein Jahr später trat er diese Stelle an und wurde zugleich in den Senat der Universität aufgenommen. Darüber hinaus wurde er zum Hospitalmedikus am Sapienzkolleg in Heidelberg und am Waisenhaus Handschuhsheim sowie zum Hofapotheker und zum kurpfälzischen Hofmedikus ernannt. Zudem übernahm Nebel zwischen 1708 und 1727 im Zweijahresrhythmus das Amt des Dekans der medizinischen Fakultät und wurde in den Jahren 1710, 1714 und 1726 zum Rektor der Universität gewählt. Ab 1728 legte Nebel seine Hochschulverpflichtungen nieder und arbeitete ausschließlich als Leibarzt für den Kurfürsten Karl Philipp und wurde zugleich zum Geheimen Rat ernannt.
Großen Verdienst erwarb sich Nebel um den botanischen Garten Heidelbergs, den er 1708 nach den Zerstörungen durch den Erbfolgekrieg neu angelegt hatte und dessen umfangreiche Pflanzensammlung den Grundstock für die weitere Entwicklung bildete. 
Für seine Verdienste um die Wissenschaft wurde Nebel als Mitglied in die Pariser Akademie der Wissenschaften und im Juni 1687 (Matrikel-Nr. 155) mit dem Beinamen Achilles II. in die Leopoldina aufgenommen.

## Familie
Daniel Nebel war seit 1698 verheiratet mit Loysa Sara Catharina de Spina (1678–1742), einer Tochter des Heidelberger Rechtswissenschaftlers Johannes de Spina und bekam mit ihr eine Tochter und den Sohn Wilhelm Bernhard Nebel. Dieser wie auch später dessen Sohn Daniel Wilhelm Nebel wurden ebenfalls anerkannte Mediziner und Rektoren der Universität Heidelberg.
Im Jahr 1709 erbaute Nebel zusammen mit seinem Schwager Carl Ernst de Spina nach den Zerstörungen in Heidelberg für sich und seine Familie ein neues repräsentatives Wohnhaus in der Heidelberger Heiliggeiststraße 7–7a, später bekannt als „Palais Nebel“. In dem Wappenstein aus dem Vorgängerbau am Marktplatz ließ er neben seinem Familienwappen die folgenden beiden Initialen eingravieren: C.D.N. 16 für seinen Vater Conrad Daniel Nebel im 16. Jahrhundert in Erinnerung an dessen ehemalige zerstörte Hofapotheke und D.N.1710 für Daniel Nebel und dem Jahr der Fertigstellung des Hauses.

## Schriften / Werke (Auswahl)
- De novis inventis botanicis hujus saeculi. Marburg 1694
- Character plantarum naturalis. Frankfurt/M. 1700
- mit Ludwig Christian Mieg: Monumenta pietatis et literaria virorum in re publica et literaria illustrium selecta. Frankfurt/M. 1701
- De balsam cobayba. Heidelberg 1710
- De medicamentis chalybeatis eorumque virtute contraria. Heidelberg 1711
- De methodi medendi proportionibus mechanicis. Heidelberg 1712
- De foetus extractione ex utero. Heidelberg 1713
- De apoplexia. Heidelberg 1724
- De respiratione impedita. Heidelberg 1725